# Tamara Bleszynski
Tamara Natalia Christina Mayawati Bleszynski, ou Tamara Bleszynski, née le 25 décembre 1974 à Bandung, est une actrice indonésienne.

## Biographie
Bleszynski est né à Bandung, Indonésie, de Zbigniew Błeszyński (décédé le 28 novembre 2001), d'origine polonaise, et de Farida Gasik. Ses frères sont Jurek (1956–2004), Peter (1957–1997), Rsyzard (né en 1964) et David Bleszynski.

## Vie personnelle
Bleszynski se convertie à l'islam en 1995. Elle épouse Teuku Rafly Pacha en 1997 avec qui elle a un fils. Ils divorcent en 2007. Elle épouse Mike Lewis en 2010, et un fil naît de ce mariage interreligieux,. Ils divorcent en 2012.